# Nujikal
Nujikal és un riu de Karnataka al districte de Coorg.
Rega la vall de Sampaji. A Sulya rep un afluent procedent del pas de Todikana i Tale-Kaveri i agafa el nom de Basavani, amb el qual continua el seu curs fins que desaigua a la mar prop a la població de Kasaragod, al districte de South Kanara.